# Аббатство Святой Женевьевы
Аббатство Святой Женевьевы (фр. Abbaye Sainte-Geneviève) — один из главных монастырей Парижа во времена старого уклада. Упразднён и разрушен в ходе Великой Французской революции. Память об обители сохранилась в названии холма Святой Женевьевы, на которой она стояла.
Основание на этом месте в 502 году аббатства Святых Петра и Павла приписывается Хлодвигу и его супруге Клотильде. Считается, что сюда любила приходить молиться Святая Женевьева — небесная покровительница французской столицы. Похоронили её рядом с Хлодвигом. От разграбления норманнами в 857 году обитель не оправилась до XII века, когда трудами Стефана из Турне была заложена соборная церковь в готическом стиле. Около 1110 г. в аббатстве читал лекции Пьер Абеляр. В 1309—1311 годах здесь проходил суд на тамплиерами.
В XVII веке кардинал де Ларошфуко (фр.) осуществил масштабную реформу, подчинив парижскому аббатству более ста августинских монастырей, разбросанных по всей Франции. К тому времени средневековый собор сильно обветшал, и власти стали задумываться о его сносе. Наконец, в 1744 году тяжело больной Людовик XV поклялся в случае выздоровления заменить обветшавшую средневековую церковь грандиозным зданием в современном вкусе. Королевский обет был исполнен в 1758—1790 годах, когда на горе Святой Женевьевы выросло огромное здание соборной церкви Святой Женевьевы.
С началом революции монастырь был упразднён, а его главный храм объявлен национальным пантеоном. Во времена Наполеона в связи со строительством новой улицы старые здания аббатства были снесены, за исключением ряда второстепенных построек и так называемой башни Хлодвига в готическом стиле. Ныне их занимает лицей Генриха IV. Кроме того, неподалёку сохранилась некогда подчинённая аббатству церковь апостола Стефана. В 1851 году там же построена Библиотека Святой Женевьевы.
Колоколам аббатства посвящена пьеса Марена Маре «Колокола Святой Женевьевы» (Sonnerie de Sainte Geneviève du Mont-de-Paris, 1723) для скрипки, виолы да гамба и клавесина.